# La neve nel cuore
La neve nel cuore (The Family Stone) è una commedia drammatica statunitense del 2005 scritta e diretta da Thomas Bezucha. Prodotto da Michael London e distribuito dalla 20th Century Fox, ha come protagonisti un cast corale, tra cui Diane Keaton, Craig T. Nelson, Dermot Mulroney, Sarah Jessica Parker, Luke Wilson, Claire Danes, Rachel McAdams e Tyrone Giordano. 
La trama segue le disavventure durante le vacanze di Natale della famiglia Stone in una piccola città del New England quando il figlio maggiore, interpretato da Mulroney, porta a casa una nuova ragazza (interpretata dalla Parker) con l'intenzione di farle una proposta di matrimonio con un anello appartenente alla famiglia. Sopraffatta dall'accoglienza ostile, implora la sorella di raggiungerla per supporto emotivo, il che innesca ulteriori complicazioni. 
The Family Stone è uscito negli Stati Uniti il 16 dicembre 2005 ed è stato un successo commerciale con un incasso mondiale di 93 milioni di dollari. La Parker è stata nominata per un Golden Globe per la sua interpretazione, mentre Keaton, Nelson e McAdams hanno ottenuto una nomination ciascuno per il Satellite Award.

## Trama
Thayer, Connecticut. Everett è il primogenito dei cinque figli dei coniugi Stone, dalla mentalità piuttosto aperta e bohémienne: il ragazzo torna a casa per le feste di Natale e coglie l'occasione per presentare alla famiglia la fidanzata Meredith Morton, una donna d'affari di New York, nevrotica e ipercinetica, che per il suo temperamento raccoglie solo ostilità dalla famiglia di lui.

## Il titolo
Il titolo italiano del film rimanda all'ambientazione natalizia, mentre quello originale (The Family Stone) ha una doppia valenza:
- da un lato può essere tradotto come 'La famiglia Stone', che è appunto il cognome della famiglia protagonista;
- dall'altro può essere tradotto come 'La pietra di famiglia', in riferimento alla pietra incastonata sull'anello che da generazioni viene tramandato nella famiglia Stone in occasione di un fidanzamento (nella fattispecie, la madre lo ha promesso a Everett perché lo desse alla donna che avrebbe scelto come moglie).

## I personaggi
- Everett Stone (Dermot Mulroney), primogenito e uomo d'affari;
- Amy Stone (Rachel McAdams), maestra, l'unica ad aver conosciuto Meredith prima di quella occasione e che ha una forte antipatia verso di lei;
- Benjamin Stone (Luke Wilson), autore di documentari;
- Susannah Stone (Elizabeth Reaser), madre di Elizabeth e incinta del secondo figlio;
- Thaddeus Stone (Tyrone Giordano), sordo ed omosessuale, fidanzato con Patrick (Brian J. White) e in attesa di adottare con lui un figlio;
- Kelly (Craig T. Nelson) e Sybil (Diane Keaton) Stone, i genitori;
- Meredith Morton (Sarah Jessica Parker), fidanzata di Everett;
- Julie Morton (Claire Danes), sorella di Meredith.

## Edizione italiana
La direzione del doppiaggio e i dialoghi italiani sono stati curati da Fiamma Izzo per conto della PUMAISdue Srl. La sonorizzazione venne affidata, invece, alla Fono Roma.

## Riconoscimenti
- 2006 - Golden Globe
  - Nomination Migliore attrice in un film commedia o musicale a Sarah Jessica Parker
- 2005 - Satellite Award
  - Nomination Miglior attore non protagonista in un film commedia o musicale a Craig T. Nelson
  - Nomination Miglior attrice non protagonista in un film commedia o musicale a Diane Keaton
  - Nomination Miglior attrice non protagonista in un film commedia o musicale a Rachel McAdams
- 2006 - GLAAD Media Awards
  - Nomination Miglior film della grande distribuzione
- 2006 - Eddie Award
  - Nomination Miglior montaggio in un film commedia o musicale a Jeffrey Ford
- 2006 - Artios Award
  - Nomination Miglior casting per un film commedia a Mindy Marin
- 2005 - Hollywood Film Festival
  - Miglior attrice all'avanguardia a Rachel McAdams
- 2005 - New York Film Critics Circle Awards
  - Nomination Miglior attrice non protagonista a Diane Keaton
- 2006 - Teen Choice Awards
  - Miglior attrice in un film commedia a Rachel McAdams

## Colonna sonora
Nel film vengono riproposte alcune canzoni natalizie, tra cui:
- Let It Snow! Let It Snow! Let It Snow! - (Dean Martin)
- Jingle Bells - (Johnny Mercer)
- Have Yourself a Merry Little Christmas - (Judy Garland)